# HMS Kent (1762)
Pour les autres navires du même nom, voir HMS Kent.
Le HMS Kent est un vaisseau de ligne de troisième rang de classe Bellona, armé de 74 canons qui a servi dans la Royal Navy britannique, pendant la seconde moitié du XVIIIe siècle. Commandé le 20 mars 1759 aux chantiers navals de Deptford Dockyard, il est lancé le 23 mars 1762.
En 1774, un baril de poudre à canons contenant environ 400 livres (181,4 kg) explose pendant une manœuvre de salut des couleurs, tuant onze marins et blessant une douzaine d'autres, et faisant passer le tambour de la marine par-dessus bord.
Le HMS Kent est retiré du service et vendu en 1784.

## Sources et bibliographie
- (en) Brian Lavery, The Ship of the Line, vol. 1 : The development of the battlefleet 1650-1850, Conway Maritime Press, 2003 (ISBN 0-85177-252-8)
- (en) Michael Phillips, Ships of the Old Navy (lire en ligne)